# Kościół Wniebowzięcia Najświętszej Maryi Panny w Tucznie
Kościół Wniebowzięcia Najświętszej Maryi Panny w Tucznie – rzymskokatolicki kościół parafialny należący do dekanatu Mirosławiec, diecezji koszalińsko-kołobrzeskiej, zlokalizowany w Tucznie, w powiecie wałeckim, w województwie zachodniopomorskim. 

## Architektura

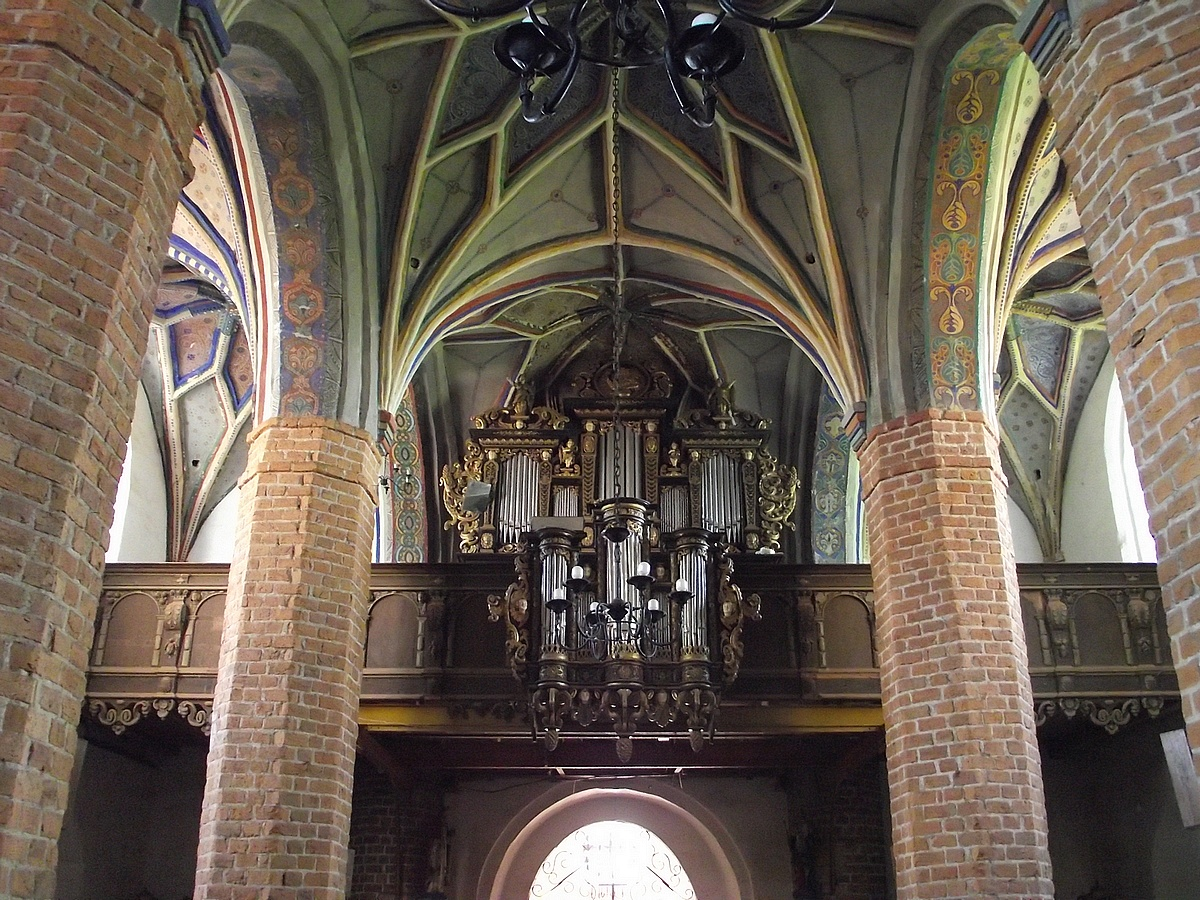
Chór i organy w kościele

Jest to świątynia wzniesiona w stylu późnogotyckim w 1522 roku, ale była wielokrotnie przebudowywana. Budowla trzynawowa, typu halowego, wieża w stylu barokowym, została wybudowana w 1670 roku. Jest ona zakończona wąskim. cebulastym hełmem, wyposażonym w sygnaturkę. We wnętrzu kościoła mieszczą się sklepienia gwiaździste i żebrowe, podparte przez masywne filary. 

## Wyposażenie
Wyposażenie pochodzi z XVII i XVIII stulecia. Jego elementami są m.in.: ołtarze w stylu barokowym, w głównym ołtarzu mieści się Obraz Koronacja Najświętszej Maryi Panny, w bocznej nawie znajduje się Pietà drewniana z Początku XVI stulecia. Organy są barokowe i pochodzą z połowy XVII wieku, także w tym stylu i w tym samym czasie zostały wybudowane: ambona i chrzcielnica. Dwa dzwony pochodzą z 1923 roku, jeden z 1911 roku.